# Zhuge Zhan
 Zhuge Zhan (227-263), nome de cortesia Siyuan, foi um general militar e funcionário do estado de Shu Han durante o período dos Três Reinos na China. Ele era filho de Zhuge Liang, o primeiro Chanceler Imperial de Shu.

## Começo da carreira
Quando Zhuge Zhan tinha 16 anos, casou-se com uma princesa do estado de Shu (filha do imperador de Shu Liu Shan ) e foi nomeado Comandante de Cavalaria (騎都尉). Um ano depois, foi promovido a General da Casa (中郎將) na unidade Yulin (羽林) da Guarda Imperial. Posteriormente, ocupou os seguintes cargos no governo Shu: Assistente do Palácio (侍中), Supervisor dos Mestres da Escrita (尚書 僕射) e Conselheiro Geral Militar (軍師 將軍).
Além de servir como oficial, Zhuge Zhan também era especialista em pintura e caligrafia. Como o povo de Shu sentia muito a falta de Zhuge Liang, que morreu em 234, eles gostavam especialmente de Zhuge Zhan por causa dos seus talentos, porque ele os lembrava do seu pai.  Sempre que o governo de Shu implementava uma reforma favorável, o povo atribuía crédito a Zhuge Zhan, mesmo que pudesse não ter nada a ver com ele.  Como Zhuge Liang proibiu a posição de historiador oficial no governo Shu, era difícil distinguir em que reformas Zhuge Zhan desempenhava um papel, embora fosse claro que a reputação de Zhuge Zhan era maior do que suas realizações reais. 

## Pináculo do poder
As promoções frequentes de Zhuge Zhan continuaram até que alcançou o topo do sistema administrativo imperial - o papel de Secretário Imperial. Ao mesmo tempo, Zhuge Zhan foi nomeado Protector-Geral (都 護) e General da Guarda (衛 將軍). 
Tendo visto seu pai adoptar uma política externa agressiva em relação ao estado rival de Shu, Cao Wei, na forma de seis campanhas militares entre 228 e 234, Zhuge Zhan reconheceu os perigos inerentes do uso excessivo da força militar, especialmente para Shu, uma vez que era muito mais fraco do que Wei em termos de poder militar e económico. Depois de Jiang Wei se tornar o comandante geral de facto do exército de Shu, Zhuge Zhan tentou dissuadi-lo de continuar a guerra contra Wei, mas sem sucesso - Jiang Wei lançou um total de 11 campanhas militares contra Wei entre 240 e 262. Depois de Jiang Wei sofrer uma derrota esmagadora às mãos das forças de Wei, Zhuge Zhan escreveu ao imperador de Shu Liu Shan, pedindo-lhe que removesse Jiang Wei do seu comando militar e o substituísse por Yan Yu, um amigo do eunuco Huang Hao . O memorial de Zhuge Zhan a Liu Shan foi preservado e ainda estava disponível na época da dinastia Jin .  No entanto, não se sabe se Liu Shan acatou o conselho de Zhuge Zhan, porque Jiang Wei não voltou para a capital de Shu, Chengdu, após este seu fracasso na última das 11 campanhas, presumivelmente porque sabia que o povo de Shu estava cada vez mais ressentido dele. Liu Shan também comprometeu a proposta de Zhuge Zhan de mudar de uma postura ofensiva contra Wei para uma defensiva, porque ele havia substituído anteriormente o plano defensivo testado e confiável de Wei Yan pela estratégia de alto risco-alta-recompensa de Jiang Wei.
Anteriormente, o general de Shu Wei Yan inventou uma estratégia defensiva para impedir e repelir as forças invasoras estabelecendo "campos de cobertura" nos arredores e saídas das estradas que levavam à Prefeitura de Hanzhong, um local estratégico no caminho para o interior de Shu. Mesmo depois da morte de Wei Yan, Liu Shan seguiu esse arranjo, o que permitiu às forças de Shu continuar a repelir com sucesso os invasores de Wei. No entanto, Jiang Wei argumentou que o projeto de Wei Yan "só poderia repelir o inimigo, mas não colher grandes lucros". Na esperança de obter uma vitória decisiva, Jiang Wei propôs abandonar os campos montados por Wei Yan e desocupar todas as passagens nas montanhas Qin, para que um exército invasor de Wei pudesse ser atraído para o interior do Comando de Hanzhong, onde a tal força de expedição já cansada poderia ser bloqueada e tornar-se vulnerável a um contra-ataque de Shu ao recuar.  Jiang Wei afirmou que o seu arranjo poderia alcançar uma vitória decisiva até então inimaginável ao defender-se apenas ao longo das montanhas Qin. Como a análise de Jiang Wei tinha lógica e mérito sólidos, Zhuge Zhan não se opôs ao desmantelamento das fortificações entrelaçadas de Wei Yan.

## Esforço inútil para defender Shu
No início de 263, Jiang Wei solicitou reforços de Chengdu depois de saber que o governo Wei havia colocado o general Zhong Hui como encarregado dos assuntos militares ao longo da fronteira Wei-Shu. No entanto, Liu Shan acreditava na feitiçaria de Huang Hao, segundo a qual o destino ditou que Wei não iria atacar. Liu Shan não informou Zhuge Zhan sobre os avisos de Jiang Wei.  No entanto, Liu Shan enviou reforços antes do início da invasão Wei. 
Quando as forças de Wei começaram a avançar em direção a Shu em setembro de 263, a primeira metade do plano de Jiang Wei funcionou - as forças de Wei marcharam sem oposição até chegarem a Han (漢; actualmente condado de Mian, Shaanxi ) e Yue (樂; actualmente condado de Chenggu County, Shaanxi), que serviram como isca para desgastar o inimigo. No entanto, Zhong Hui enviou dois destacamentos menores para atacar os dois condados e conduziu o principal exército de Wei para dentro do território Shu. Nesse ínterim, Jiang Wei perdeu para os generais de Wei Wang Qi (王欣) e Yang Xin (楊欣) e teve que recuar para a passagem montanhosa altamente fortificada em Jiange (劍閣; no atual condado de Jiange, Sichuan ).  Ao saber que o plano de Jiang Wei havia falhado e semeado as sementes da destruição, Zhuge Zhan montou apressadamente um exército em Chengdu e mudou-se para o condado de Fu para se preparar para a defesa final.

### Batalhas com Deng Ai e morte
Os movimentos militares supra mencionados decorreram em meras semanas, e o rápido avanço de Zhong Hui chocou a maioria dos generais de Shu. Ao perceberem o perigo de deixar o inimigo entrar, Jiang Wei e os seus camaradas ainda estavam presos em Jiange. Como ele sabia que Jiange estava bem defendido, Zhuge Zhan não enviou reforços para lá e, em vez disso, manteve a sua posição no Condado de Fu. Quando o general de Wei Deng Ai apareceu repentinamente em Jiangyou (江 由) com as suas tropas após tomar um atalho perigoso através de terreno montanhoso, o oficial encarregado de Jiangyou rendeu-se sem lutar. Huang Chong, filho de Huang Quan, havia instado Zhuge Zhan em várias ocasiões a mover-se rapidamente e assumir o controle do terreno vantajoso antes que Deng Ai o fizesse.  Zhuge Zhan, no entanto, considerou o plano de Huang Chong ambicioso demais e, em vez disso, adotou uma abordagem mais "cautelosa". Quando Huang Chong repetidamente o incitou a atacar Deng Ai, Zhuge Zhan cedeu e timidamente enviou uma força de vanguarda para atacar o inimigo, que os derrotou. Zhuge Zhan então deixou o condado de Fu para o melhor fortificado Mianzhu, onde planeava fazer uma última resistência contra Deng Ai. 
Quando Deng Ai sitiou Zhuge Zhan em Mianzhu, ele ofereceu a este último uma chance de se render e prometeu recomendar ao governo de Wei dar um feudo a Zhuge Zhan como o Príncipe de Langye se ele se rendesse. No entanto, Zhuge Zhan recusou, executou o mensageiro de Deng Ai e ordenou que suas tropas se preparassem para a batalha fora da passagem. Ele supostamente organizou suas tropas na Formação de Oito Trigramas inventada pelo seu pai. Na época, havia outras figuras notáveis de Shu com Zhuge Zhan em Mianzhu, incluindo Zhang Zun (張 遵; um neto de Zhang Fei ), Li Qiu (李 球; um comandante da guarda imperial), Huang Chong, bem como o filho mais velho de Zhuge Zhan, Zhuge Shang . Depois de Huang Chong discursar aos soldados de Shu para elevar o seu moral, os dois lados envolveram-se em batalha. Deng Ai ordenou a seu filho Deng Zhong (鄧忠) e outro oficial Shi Zuan (師 纂) para flanquear a posição de Zhuge Zhan. Eles moveram-se para a esquerda e para a direita da formação, mas as forças de Shu interceptaram-nos e empurraram-nos de volta; apenas a força central de Deng Ai permaneceu intacta. Quando Deng Zhong e Shi Zuan reclamaram que não havia maneira de quebrar a formação e sugeriram que recuassem, Deng Ai disse com raiva que eles deveriam vencer se quisessem viver mais um dia, e até ameaçou executar quem quer que falasse em recuar. Deng Zhong e Shi Zuan então conduziram novamente os seus homens para atacar a formação de Shu e conseguiram quebrá-la.  Zhuge Zhan, Zhuge Shang, Zhang Zun, Li Qiu, Huang Chong e outros oficiais de Shu foram mortos em combate.

## NoRomance dos Três Reinos
No romance histórico do século 14, Romance dos Três Reinos, que romantiza os eventos antes e durante o período dos Três Reinos, o escritor Luo Guanzhong descreve a defesa malfadada de Chengdu de uma forma dramática. Quando o imperador de Shu Liu Shan procurou a opinião de Zhuge Zhan sobre como rechaçar os invasores de Wei, Zhuge Zhan pensou em vestir-se como o seu falecido pai para assustar o inimigo. Este estratagema funcionou inicialmente quando os soldados de Wei entraram em pânico e se espalharam ao pensar que Zhuge Liang havia retornado dos mortos. No entanto, Deng Ai rapidamente apontou que era alguém fingindo ser Zhuge Liang e ordenou que as suas tropas reagrupassem e atacassem. Zhuge Zhan morreu na Batalha de Mianzhu junto com o seu filho mais velho, Zhuge Shang, Huang Chong e outros, enquanto estava em inferioridade numérica frente às forças de Deng Ai.